# Southern Nationalpark
Southern Nationalpark er en nationalpark i Sydsudan. Den blev etableret i 1939. Området har et areal på 22.800 km².

## Historie
I 1950 rapporteredes det, at Southern Nationalpark sig over et område på 22.800 km².   Den blev afvandet af tre floder: Suefloden (den øvre del af Jurfloden) mod vest, en veldefineret kanal, der er forbundet med Nilen; Gelfloden mod øst; og Ibbafloden i midten af parken. Gel- og Ibba-floderne danner, efter at være løbet gennem parken, en sumpet flodslette.

## Flora og fauna

### Flora
Bushslette, regnskovsvegetation, skove i lateritjord og galleriskove findes i parken. I monsunsæsonen har parken omfattende græsarealer. Jordbunden er generelt af hvidlig ler, med dale med sand. Parken er tyndt befolket og besøges af meget få turister. Jagt, fiskeri og honningindsamling er almindelige erhverv for folk der bor i parkområdet.

### Fauna
Akvafaunaen i floderne, der løber gennem parken, omfatter  aba, en ålelignende fisk, tilapia, nilbichir, lungefisk, maller og et par krokodiller.  Marabou-storke og pelikaner findes i nogle områder af parken.
1. ↑  Southern Nationalpark på protectedplanet.net hentet 31. juli 2025
2. ↑  "The Sudan's Southern National Park" (PDF). rhinoresourcecenter.com. 1950. Hentet 31. juli 2011.